# Siglufjarðarskarð
Der Siglufjarðarskarð ist ein Pass im Nordwesten von Island.
Über ihn führt der Skarðsvegur , der zwischen 1946 und 1967 die erste Straßenverbindung nach Siglufjörður bildete.
Die Passstraße steigt kurvenreich bis auf die Passhöhe von 630 m und war nur 3 bis 4 Monate im Jahr befahrbar.
Er kann im Sommer noch mit Allradfahrzeugen befahren werden.
Im Jahr 1967 wurden die Strákagöng eröffnet.
Durch den 830 m langen, einspurigen Tunnel verläuft der Siglufjarðarvegur  und verbindet den Ort mit der Ringstraße .
Die Straße ist vor dem Tunnel ist durch Steinschläge und Erdrutsche gefährdet.
Darum gibt es Überlegungen einen neuen Tunnel zu bauen, die Siglufjarðarskarðsgöng.
Es gibt 2 mögliche Trassen.
Bei der nördlichen Trasse verläuft ein 6,1 km langer Tunnel unter dem Klettahnúkur  mit je 300 m neuen Straßenstücken an beiden Enden.
Bei der südlichen Trasse führt eine 2,3 km lange Straße durch das Nautadalur.
Ein 4,7 km langer Tunnel unter dem Siglufjarðarfjall endet im Hólsdalur, wo eine 2,6 km lange Straße den Tunnel mit dem Siglufjarðarvegur verbindet.
Für den Tunnel ist noch keine Entscheidung gefallen.